# Monte Ruiseñor
El monte Ruiseñor (51°46′S 60°03′O / -51.767, -60.050) (en inglés: Mount Philomel) es una elevación de 600 m s. n. m. ubicada en el sector central de la isla Gran Malvina y cerca de su costa occidental; siendo una de las mayores elevaciones de dicha isla del archipiélago de las Malvinas. 
Se localiza al sur de la desembocadura del río Chartres en la bahía 9 de Julio, al este del monte Doyle y al noreste del monte Sulivan
También se ubica en cercanías del asentamiento de Chartres y al este del puerto Ruiseñor. Al sur del monte están las nacientes del pequeño y corto río Doyle.